# Reggimento "Cavalleggeri di Monferrato" (13º)
Il Reggimento "Cavalleggeri di Monferrato" è stato un reggimento dell'Armata Sarda del Regno di Sardegna e del Regio Esercito Italiano.

## Storia
Le origini del reggimento risalgono al 1848, quando vennero costituiti tre squadroni di guide per il servizio di guida e di ordinanza presso i quartieri generali delle grandi unità.
Nel 1850, con il completamento di squadroni con elementi provenienti da altri reggimenti, venne costituito il Reggimento "Cavalleggeri di Monferrato". Il reggimento prese parte alle campagne risorgimentali e nel 1859 a per la condotta tenuta nel combattimento di Montebello e nella battaglia di San Martino e per servizi resi durante la seconda guerra di indipendenza, ottenne la medaglia di bronzo al valor militare.
Nel 1871 assunse il nome di 13º Reggimento di Cavalleria Monferrato e nel 1897 fu denominato Cavalleggeri del Monferrato (13º).

### Prima guerra mondiale
Nel corso della prima guerra mondiale il reggimento venne destinato inizialmente al servizio di esplorazione ed impegnò poi sul fronte del Carso i suoi reparti mitraglieri appiedati, distinguendosi nel combattimento del 10 ottobre 1916 contro la quota 77 di Monfalcone. Il 29 ottobre 1917, dopo la disfatta di Caporetto mentre era in pieno corso l'offensiva austro-tedesca, il reggimento si trova inquadrato insieme al Reggimento “Cavalleggeri di Roma” nella 1ª Brigata di Cavalleria il cui comandante era il Brigadiere Generale Filippo Solari di Recanati.
Alla 1ª brigata era stato dato il compito di prendere contatto col nemico a Pasian Schiavonesco a poco meno di 10 km a nord dalla più nota località di Pozzuolo del Friuli, e di impegnarlo per agevolare il ripiegamento delle unità di fanteria verso i ponti sul Tagliamento. La Iª brigata di cavalleria mossasi da Palmanova la mattina del 29 ottobre coi due reggimenti si dirigeva su Pasian Schiavonesco (odierna Basiliano). 
Due plotoni a cavallo del 2º squadrone Monferrato all'avanguardia intercettavano e caricavano nei pressi di Pozzuolo il nemico avanzante per consentire a tutti gli altri squadroni di schierarsi a sud del quadrivio Campoformido-Basagliapenta-Pasian Schiavonesco-Sclaunicco, dove alle 15,00 venivano attaccati da forti reparti di fanteria tedesca muniti di mitragliatrici ed appoggiati dal fuoco dell'artiglieria, cui i cavalleggeri replicavano con le mitragliatrici pesanti reggimentali.
Intorno alle 16,00 la situazione della brigata si fece critica ed entrambi i reggimenti erano costretti a ripiegare sul fosso Lavia per coprire un aggiramento sulla destra, protetti dal 4º e 5º squadrone del Monferrato, che pure caricarono ripetutamente il nemico con limitato successo: nello scontro andò perso lo stendardo reggimentale, tenuto prima dal sottotenente Aristodemo Cortiglia (medaglia d'argento alla memoria) e poi dal sergente Bruno Calderini (medaglia di bronzo), entrambi caduti a seguito dell'esplosione di un deposito munizioni nella zona che coinvolse il gruppo stendardo. Un contadino del posto, Alfonso Flebus, l'avrebbe ritrovato e nascosto presso la sua casa fino all'avvenuta liberazione, venendo per questo gesto premiato con la medaglia di bronzo al valor militare (ricordato da Cesco Tomaselli ne "Gli ultimi di Caporetto"). Tra i caduti dei "Cavalleggeri di Roma" vi fu il capitano Giancarlo Castelbarco Visconti Simonetta, medaglia d'oro alla memoria, che, già ferito alla gamba sinistra, volle restare alla testa del suo squadrone fino a quando venne nuovamente colpito, all'addome, stavolta a morte, dopo essere rimontato per ultimo a cavallo all'ordine del ripiegamento, con gli uomini della 5ª divisione tedesca del Brandeburgo ormai a ridosso degli italiani. Ormai attaccati da tutta la forza nemica, i due reggimenti della 1ª Brigata, ridotti nel totale a poco più della metà della forza, furono definitivamente costretti a ripiegare a Zompicchia, nei pressi di Codroipo. La situazione critica fu presa in consegna da numerosi reggimenti di fanteria che accorsero in zona alcuni dei quali sacrificandosi per impedire che l'avversario potesse raggiungere i ponti sul Tagliamento tagliando la strada alle unità in ripiegamento.
Nel corso della battaglia di Vittorio Veneto, il reggimento si lanciò all'inseguimento del nemico in rotta, combattendo al ponte di Cornino ed alla stazione di Maiano.

### Periodo tra le due guerre
Al termine del conflitto, nel 1919 ricevette una parte del personale dei disciolti reggimenti "Catania" e "Palermo" e vennero soppressi il 5º ed il 6º squadrone. Nel 1920 venne sciolto lo squadrone mitraglieri e il 1º luglio dello stesso il Reggimento assume la denominazione di "Cavalleggeri di Monferrato", incorporando elementi dei disciolti "Cavalleggeri Umberto I", nel 3º squadrone, uno Squadrone dei Cavalleggeri di Lucca, nel 4º squadrone e uno squadrone dei "Cavalleggeri di Padova".
Il reggimento venne inquadrato con i "Lancieri di Aosta", i "Cavalleggeri di Saluzzo" e i "Cavalleggeri Guide" del 2º Comando superiore Cavalleria e ha avuto, sin dal 1911, la sua sede a Udine. Nel 1930 venne ricostituito il 5º squadrone mitraglieri. Nel 1933 la sede del reggimento venne trasferita a Voghera.
Per la campagna italo etiopica il reggimento ha inviato 1 ufficiale e 309 tra sottufficiali e comuni, per la costituzione del Gruppo mitraglieri "Aosta", e 7 ufficiali e 213 tra sottufficiali e comuni e e corpi diversi per la mobilitazione di reparti e servizi vari. Venne sciolto il 4º Squadrone ed il 5º assunse la denominazione di 4º e venne costituito uno squadrone carri veloci, che assunse la denominazione di 5º Squadrone carri.
Nel 1938 concorse alla formazione di "Lancieri di Milano" quando con il 3º Squadrone, con un plotone mitraglieri e un plotone carri veloci; vennero ricostituiti il 3º Squadrone cavalieri e il 4º squadrone, mentre il 4º squadrone (mitraglieri) assunse il nome di 5º squadrone mitraglieri e vanne sciolto lo Squadrone carri veloci.

### Seconda guerra mondiale
Allo scoppio del secondo conflitto mondiale il reggimento aveva la seguente configurazione organica:
- Comando
- Squadrone comando
- 3 Squadroni "Cavalleggeri di Monferrato"
- 1 Squadrone "Cavalleggeri di Lucca"
- 5º Squadrone mitraglieri
- LIX Gruppo autoportato "Cavalleggeri di Monferrato"
- I Battaglione movimento stradale Cavalleggeri di Monferrato
- IV Gruppo corazzato "Cavalleggeri di Monferrato" (controcarri)
- III Gruppo corazzato "Cavalleggeri di Monferrato" (autoblindo)

Il reggimento all'inizio del conflitto prese parte alle operazioni alla frontiera occidentale e dopo l'armistizio con la Francia venne inviato in Albania, nel "Raggruppamento celere speciale".
Il 1 febbraio del 1941 presso il deposito reggimentale di Voghera, venne costituito il III Gruppo corazzato "Cavalleggeri di Monferrato" che, nel luglio del 1942, al comando del maggiore Riccardo Martinengo Marquet, venne inviato in Tripolitania su 2 squadroni autoblindo ed assegnato al XXI Corpo d'Armata. Nel settembre 1942 il III Gruppo corazzato prese parte all'occupazione dell'Oasi di Gialo e poi di Siwa in Egitto. Successivamente alla disfatta, per le truppe dell'Asse ad El Alamein il III Gruppo ha combattuto nel sud della Tunisia contro elementi blindo-corazzati alleati. Agli inizi del 1943 il 2º squadrone autoblindo del III Gruppo corazzato dava origine al Gruppo Esplorante Corazzato (G.E.Co) "Monferrato". Il gruppo era costituito con uno squadrone autoblindo, una batteria autotrasportata da 65/17 su Morris di preda bellica, una compagnia motorizzata con pezzi anticarro, un plotone willys di preda bellica 20 ufficiali, di cui 10 di cavalleria, 16 sottufficiali, di cui 15 di cavalleria, 213 graduati e comuni, di cui 52 di cavalleria. l'equipaggiamento era costituito da 14 autoblindo AB40, 6 willys di preda bellica, 5 autocarri Morris di preda bellica, 3 autocarri Lancia RO, 4 Fiat 666, 2 moto, 1 autoambulanza, 2 autocarri Fiat 626, 1 autocarro FIAT-SPA 38R, 1 autovettura, 4 cannoni 65/17, 17 mitragliatrici da 20 mm, 18 mitragliatrici Breda, 2 cannoncini anticarro da 47/32. Come reparto esplorante ha operato sulle piste desertiche per prevenire gli attacchi del Long Range Desert Group - SAS riuscendo a catturare, il 20 gennaio 1943, presso Al Ḥāmmah, il loro comandante, il tenente colonnello David Stirling.
Il G.E.Co venne impiegato dal 25 febbraio al 17 aprile 1943, in azioni esplorative nel sud della Tunisia, nelle zone di Dour-Kébili-Bir Sultane, alla destra dello schieramento del Mareth; durante la battaglia di El-Hamma partecipò attivamente al ripiegamento dalla zona di Kebili, effettuando, durante l'ulteriore periodo della campagna di Tunisia, azioni di copertura dei reparti in ripiegamento, sia isolatamente, sia in cooperazione con reparti similari tedeschi.
Il 29 marzo il III Gruppo, schierato in località Kebili, viene investito da due colonne corazzate nemiche e riuscì a contrastarne il passo, proteggendo il ripiegamento del Raggruppamento Sahariano e svolgendo in seguito notevole attività di ricognizione a favore della linea difensva di Gabès.
L'8 aprile, con una compagnia del Raggruppamento Sahariano ed il II gruppo del 21º Artiglieria, costituì un gruppo di combattimento che si portò a Garaet Fatuassa, dove ha combattuto per stroncare una notevole infiltrazione nemica. Il 13 aprile, nel corso di combattimenti a Djebibina, catturò prigionieri e mezzi blindati delle avanguardie nemiche.
Il GECo ebbe 5 morti e 10 feriti, distinguendosi in tutte le operazioni e superando sempre serie difficoltà imposte dall'inadeguatezza dei mezzi e dall'intensità dell'offensiva avversaria.
Il 22 aprile il comando della 1ª Armata italiana decise di riunire al "RECo Lodi", che aveva perduto, in 5 mesi di lotta, il 50% del personale e il 60% del materiale, tutti i reparti corazzati esistenti in Tunisia, tra cui il III GECo "Monferrato" che combatté per la difesa di Capo Bon fino alla resa delle truppe dell'Asse in Tunisia, avvenuta il 13 maggio 1943.
Utilizzò 30 carri L 6/40 e operò in Albania a Berat. I Cavalleggeri di Monferrato in Albania resistono fino al 21 settembre e poi proseguono l'azione sulle montagne con formazioni locali che si oppongono ai tedeschi. Valga ricordare per tutti il sacrificio del colonnello Luigi Lanzuolo, comandante dei Cavalleggeri di Monferrato che, dopo aver sottratto alla cattura il Reggimento, viene fatto prigioniero e trucidato dai tedeschi. Alla sua memoria è concessa la Medaglia d'Oro al Valor Militare.
Nel maggio 1942 venne costituito l'erede corazzato dei "Cavalleggeri di Monferrato", il IV Gruppo Monferrato" inserito nel "Raggruppamento celere speciale" equipaggiato con carri leggeri L6/40 e destinato in Albania a Berat.
In Albania, in seguito alle vicende armistiziali, il Reggimento a cavallo rifiutò di cedere le armi e raggiunse i monti di Berat combattendo contro i tedeschi; durante uno scontro, il Colonnello Luigi Lanzuolo comandante del reggimento venne catturato e fucilato a Berat e alla sua memoria sarebbe stata conferita la Medaglia d'oro al valor militare. I "Cavalleggeri di Monferrato", seguendo le direttive del loro comandante, impossibilitati a continuare la lotta uniti, si diedero alla macchia combattendo nelle formazioni partigiane. Il Reggimento non verrà più ricostituito.

## Comandanti (1921-1943)
- Colonnello Camillo Jannelli (1921)
- Colonnello Ulrico Pastore (1923)
- Colonnello Carlo Fettarappa Sandri (1925)
- Colonnello Ernesto Guillet d'Albigny (1927)
- Colonnello Raffaele Berti (1932)
- Colonnello Enrico Gazzale (1934)
- Colonnello Mario Badino Rossi (1937)
- Colonnello Paolo Tarnassi (1939)
- Colonnello Francesco Mayer (1941)
- Maggiore Antonio Gutieruz (ad interim)
- Colonnello Luigi Lanzuolo (1943)